# Liv Morgan
Gionna Jene Daddio (* 8. Juni 1994 in Paramus, New Jersey, USA), besser bekannt unter ihrem Ringnamen Liv Morgan, ist eine US-amerikanische Wrestlerin. Sie steht bei der Wrestlingorganisation WWE (World Wrestling Entertainment) unter Vertrag und tritt dort in deren Show SmackDown auf. Ihr bislang größter Erfolg ist der Erhalt der SmackDown Women’s Championship.

## Privatleben
Daddio ist in Paramus, New Jersey geboren und in Elmwood Park, New Jersey aufgewachsen. Sie besuchte die Henry P. Becton Regional High School in East Rutherford. Sie hat vier ältere Brüder und eine Schwester. Ihre Mutter musste sechs Kinder alleine aufziehen, nachdem Daddios Vater verstorben war. Daddio war in ihrer Jugend Wrestling-Fan und übte mit ihren Geschwistern in einem selbstgebauten Ring hinter ihrem Haus. Ihr großes Vorbild war die Wrestlerin Lita, die ihr auch vom Kleidungsstil ähnelte.
Daddio ist eine ehemalige Cheerleaderin und hat für die Restaurant-Kette Hooters gearbeitet und gemodelt.

## Wrestlingkarriere

### WWE (seit 2014)

#### NXT (2014–2017)
Nach dem Daddio 2014 im Joe DeFranco’s Gym in Wyckoff, New Jersey entdeckt wurde, unterschrieb sie einen Vertrag bei der WWE, um ab Oktober 2014 in deren Nachwuchsliga NXT zu trainieren. Ihren ersten TV-Auftritt hatte sie bei der Großveranstaltung NXT TakeOver: Rival am 11. Februar 2015, wo sie einen Fan spielte, der auf Tyler Breeze während dessen Einmarschs zum Ring zustürmte. Auch bei weiteren Auftritten von Tyler Breeze trat sie in Erscheinung. Gegen Ende des Jahres 2015 absolvierte sie Matches unter dem kurzlebigen Ringnamen Marley, kam aber über den Status eines Jobbers nicht hinaus.
Am 2. Dezember 2015 trat sie erstmals unter ihrem aktuellen Ringnamen Liv Morgan an. Ihren ersten Sieg in der Fernsehshow NXT hatte sie am 31. August 2016 gegen Aliyah. Anschließend fehdete sie erfolglos um die NXT Women’s Championship, verlor aber in weniger als einer Minute gegen die amtierende Titelträgerin Asuka.

#### Main Roster Debüt (seit 2017)
In der SmackDown Live-Episode vom 21. November 2017 debütierte Morgan zusammen mit Ruby Riott und Sarah Logan, als sie zu dritt Charlotte Flair, Naomi, Becky Lynch und Natalya angriffen. Daraufhin bildeten sie die Gruppierung Riott Squad, angeführt von Ruby Riott. Bei der Großveranstaltung Royal Rumble 2018 nahm sie am ersten Women’s Royal Rumble-Match der WWE teil. Sie kam als 11. Teilnehmerin in den Ring und wurde von Michelle McCool eliminiert. Bei Wrestlemania 34 war Morgan Teil der WrestleMania's Women’s Battle Royal. Beim Superstar Shake-Up am 16. April 2018 wurde Morgan zusammen mit Riott und Logan zu RAW gedraftet. Während des Royal Rumble 2019 am 27. Januar stellte Morgan einen Rekord innerhalb des weiblichen WWE-Rosters auf, als sie bereits nach acht Sekunden wieder aus dem Match eliminiert wurde.
Im Rahmen des Superstar Shake-Ups 2019 wechselte Morgan am 16. April 2019 von Raw wieder zu SmackDown, womit das Team Riott Squad aufgelöst wurde. Im Rahmen des WWE Drafts wechselte Morgan am 14. Oktober 2019 von SmackDown abermals zu Raw. Dabei war sie der letzte offizielle Draft Pick. Nach kurzer Abwesenheit kehrte sie mit einem neuen Gimmick in die TV-Shows zurück und fehdete u. a. mit Lana, ihren ehemaligen Riott Squad-Kolleginnen Sarah Logan und Ruby Riott sowie mit The IIconics und Natalya.
Am 12. Oktober 2020 wechselte sie durch den Draft zu SmackDown. Am 4. Oktober 2021 wurde sie beim WWE Draft zu Raw gedraftet. Am 5. Juni 2022 bestritt sie zusammen mit AJ Styles und Finn Bálor bei Hell In A Cell (2022) ein Six-Person-Mixed-Tag-Team-Match gegen Edge, Damian Priest und Rhea Ripley, das Match verloren sie. Am 2. Juli 2022 gewann sie bei Money in the Bank 2022, das Money in the Bank Ladder Match, hierfür besiegte sie Alexa Bliss, Lacey Evans, Raquel González, Asuka, Shotzi und Becky Lynch. In der gleichen Nacht löste sie ihren Money in the Bank Contract gegen Ronda Rousey ein, hiermit gewann sie die SmackDown Women’s Championship. Am 8. Oktober verlor sie ihn bei dem Event Extreme Rules (2022) wieder an Ronda Rousey.
Am 10. April 2023 gewann sie zusammen mit Raquel Rodriguez die WWE Women’s Tag Team Championship, hierfür besiegten sie Becky Lynch und Lita. Die Regentschaft hielt 39 Tage bis zum 19. Mai 2023, dort gaben sie die Titel, aufgrund einer Verletzung von ihr auf. Am 1. Juli 2023, bei Money in the Bank, gewannen sie erneut die WWE Women’s Tag Team Championship. Hierfür besiegten sie Ronda Rousey und Shayna Baszler. Die Regentschaft hielt 16 Tage und verloren die Titel, schlussendlich am 17. Juli 2023 an Sonya Deville und Chelsea Green.

#### Rückkehr und Fehde mit Rhea Ripley
Nachdem sie sich an der Schulter verletzte und lange ausgefallen war, kehrte sie beim Royal Rumble 2024 zurück, wurde jedoch als letztes von der Siegerin Bayley eliminiert.
In der Raw-Folge vom 8. April griff Morgan Rhea Ripley in einem Backstage-Segment an, wobei Ripley sich ihren rechten Arm verletzte und gezwungen war, den Women's World Championship aufzugeben. Bei King and Queen of the Ring am 25. Mai besiegte Morgan Becky Lynch und gewann so den Titel zum zweiten Mal, nachdem Ripleys Schwarm, „Dirty“ Dominic Mysterio, versehentlich eingegriffen hatte. Zwei Nächte später bei Raw besiegte sie Lynch in einem Steel-Cage-Match und behielt ihren Titel nach einem weiteren versehentlichen Eingreifen von Dominik. Dies führte zu einer intensiveren, jedoch scheinbar einseitigen Beziehung zu Dominic, wobei die Mitglieder von The Judgment Day versuchten, die beiden auseinanderzuhalten. In der Raw-Folge vom 24. Juni half Morgan Finn Bálor und JD McDonagh, Awesome Truth (The Miz und R-Truth) um die World Tag Team Championship zu besiegen. Zwei Wochen später bei Raw kehrte Ripley zurück und forderte Morgan zu einem Match bei SummerSlam um den Titel heraus. Morgan nahm die Herausforderung an. Bei SummerSlam am 3. August besiegte Morgan dann Ripley und behielt ihren Titel nach Einmischung von Dominik, was Ripley ihre erste Pinfall-Niederlage seit Mai 2022 bescherte. Nach dem Match wandte sich Dominik gegen Ripley und küsste Morgan, womit sie offiziell ein Paar auf dem Bildschirm wurden und Morgan zum ersten Mal seit 2019 komplett zum Heel wurde.
In der folgenden Folge von Raw schloss sich Morgan offiziell The Judgment Day an, da Ripley und Damian Priest aus der Gruppe ausgeschlossen wurden. Bei Bash in Berlin am 31. August verloren Morgan und Mysterio in einem Mixed-Tag-Team-Match gegen Ripley und Priest, trotz Einmischung von Bálor, McDonagh und Carlito, wobei Morgan von Ripley gepinnt wurde.
Bei Bad Blood am 5. Oktober verlor Morgan gegen Ripley durch Disqualifikation, nachdem die zurückgekehrte Raquel Rodriguez Ripley angegriffen und sich mit Morgan und The Judgment Day verbündet hatte. Damit blieb Morgan Champion.
Bei Crown Jewel am 2. November besiegte Morgan die WWE Women's Champion Nia Jax und gewann nach Einmischung von Mysterio und Rodriguez die erste WWE Women's Crown Jewel Championship.
Doch in der Raw-Folge vom 11. November konnten Morgan und Rodriguez die WWE Women's Tag Team Championship nicht von Bianca Belair und Jade Cargill gewinnen. Bei Survivor Series: WarGames am 30. November bestritt Morgan ihr erstes WarGames-Match zusammen mit Rodriguez, Jax, Tiffany Stratton und Candice LeRae gegen Ripley, Belair, Bayley, Iyo Sky und Naomi. Das Match endete erfolglos, da Morgan von Ripley gepinnt wurde.
Beim Saturday Night's Main Event am 14. Dezember besiegte Morgan Iyo Sky und behielt den Titel. Doch bei der Premiere von Raw auf Netflix verlor Morgan trotz der Einmischung von Dominic Mysterio und Rodriguez den Titel an Ripley, womit ihre Regentschaft nach 226 Tagen endete.

#### Aktuelle Entwicklungen
Nach dem Titelverlust arbeitete Morgan ausschließlich mit Raquel Rodriguez zusammen. Beim Royal Rumble am 1. Februar ging Morgan als Nummer 2 in das gleichnamige Match, das über eine Stunde dauerte und Natalya und Alexa Bliss eliminierte, bevor sie ihrerseits von Nia Jax eliminiert wurde. In der Raw-Folge vom 24. Februar besiegten Morgan und Rodriguez Belair und Naomi und gewannen nach Eingreifen von Dominic Mysterio zum dritten Mal die WWE Women's Tag Team Championship – ein Rekord.
Morgan und Rodriguez verloren die Titel in der zweiten Nacht von WrestleMania 41 an Lyra Valkyria und die zurückkehrende Becky Lynch, gewannen sie aber in einem Revanchekampf am nächsten Abend bei Raw zurück.
Im Juni erlitt Morgan eine Schulterverletzung, die sie für unbestimmte Zeit außer Gefecht setzte. Ihren Platz als Partnerin von Raquel Rodriguez als Tag Team-Champion nahm Roxanne Perez ein. 

## Auszeichnungen
- World Wrestling Entertainment
  - Women’s World Championship (2×)
  - WWE Women’s Tag Team Championship (4×) mit Raquel Rodriguez
  - Money in the Bank (Women’s 2022)

- Pro Wrestling Illustrated
  - Nr. 53 der besten 100 weiblichen Wrestler 2018[15]